# Восьминіг Пауль
Па́уль (нім. Paul; нар. січень 2008, Атлантичний океан, поблизу графства Дорсет, Англія — пом. 26 жовтня 2010, Обергаузен, Німеччина) — восьминіг, якому приписують здібності оракула. Протягом чемпіонату Європи 2008 і чемпіонату світу 2010 він правильно вгадав переможців 11 з 13 матчів за участі збірної Німеччини з футболу. Жив в океанаріумі Sea Life Centre у німецькому місті Обергаузен.

## Життєпис
Був виловлений в Атлантичному океані біля міста Веймут, графство Дорсет, Південна Англія. Належить до виду Восьминіг звичайний (Octopus vulgaris). У віці 3 місяців перевезений до океанаріуму Sea Life Centre у німецькому місті Обергаузен.
Ім'я отримав від назви збірки поезій німецького письменника Боя Лорнсена «Der Tintenfisch Paul Oktopus».

## Прогнози
Свій вибір восьминіг робить так: у його акваріум опускають два контейнери з їжею (молюсками), на яких зображені прапори країн-суперників у матчі. Уважають, що країна, з чийого контейнера Пауль візьме їжу, переможе. На Євро-2008 оракул вгадав результати всіх ігор німців окрім фіналу, де вибрав Німеччину, але перемогла Іспанія.
Під час чемпіонату світу 2010 року Пауль вгадав підсумки всіх без винятку 7 матчів команди Німеччини: перемоги над Австралією, Ганою, Англією, Аргентиною та Уругваєм, а також поразки від Сербії та Іспанії. Протягом і після турніру Пауль здобув всесвітню славу.
Організація захисту тварин PETA (англ. People for the Ethical Treatment of Animals — Люди за етичне ставлення до тварин) перед 1/4 фіналу ЧС-2010 запропнувала випустити Пауля на волю, але прес-секретар Sea Life Centre Таня Мунціґ заявила, що тварина вже надто стара й не зможе самостійно здобувати їжу.

### Матчі за участі збірної Німеччини
| Суперник   | Турнір    | Етап              | Прогноз Пауля | Рахунок | Результат   |
| ---------- | --------- | ----------------- | ------------- | ------- | ----------- |
| Польща     | Євро 2008 | Груповий етап     | Німеччина     | 2:0     | правильно   |
| Хорватія   | Євро 2008 | Груповий етап     | Німеччина     | 1:2     | неправильно |
| Австрія    | Євро 2008 | Груповий етап     | Німеччина     | 1:0     | правильно   |
| Португалія | Євро 2008 | 1/4 фіналу        | Німеччина     | 3:2     | правильно   |
| Туреччина  | Євро 2008 | Півфінал          | Німеччина     | 3:2     | правильно   |
| Іспанія    | Євро 2008 | Фінал             | Німеччина     | 0:1     | неправильно |
| Австралія  | ЧС 2010   | Груповий етап     | Німеччина     | 4:0     | правильно   |
| Сербія     | ЧС 2010   | Груповий етап     | Сербія        | 0:1     | правильно   |
| Гана       | ЧС 2010   | Груповий етап     | Німеччина     | 1:0     | правильно   |
| Англія     | ЧС 2010   | 1/8 фіналу        | Німеччина     | 4:1     | правильно   |
| Аргентина  | ЧС 2010   | 1/4 фіналу        | Німеччина     | 4:0     | правильно   |
| Іспанія    | ЧС 2010   | Півфінал          | Іспанія       | 0:1     | правильно   |
| Уругвай    | ЧС 2010   | Матч за 3-є місце | Німеччина     | 3:2     | правильно   |

### Матчі без участі збірної Німеччини
| Команди              | Турнір  | Етап  | Прогноз Пауля | Рахунок | Результат |
| -------------------- | ------- | ----- | ------------- | ------- | --------- |
| Нідерланди — Іспанія | ЧС 2010 | Фінал | Іспанія       | 0:1     | правильно |

## Смерть
Восьминіг Пауль помер природною смертю вранці 26 жовтня 2010 року. Середня тривалість життя восьминогів становить від 1 до 2 років.

## Пам'ятник
20 січня 2011 року в Обергаузені в океанаріумі Sea Life відкрито пам'ятник Паулю. Він зображає власне тварину, що огортає щупальцями футбольний м'яч, в якому зберігається прах кремованого восьминога.